# Радзивилл, Франц
Франц Радзивилл (нем. Franz Radziwill; 6 февраля 1895[…], Strohausen, Свободное государство Ольденбург — 12 августа 1983[…], Вильгельмсхафен, Нижняя Саксония) — немецкий художник, работал в стиле «новой вещественности».

## Жизнь и творчество
- 1909—1913 — обучение на каменщика, затем изучение архитектуры в Высшей Государственной Технической школе, одновременно посещение вечерних курсов по промышленной графике и черчению в школе искусств в Бремене
- 1915—1917 — служба в армии, участие в военных действиях и плен
- 1919 — возвращение из плена в Германию
- 1920—1923 — пребывание в Берлине, участие в художественной группе Берлинский сецессион. Знакомство и дружба с художниками Отто Диксом и Жоржем Гросом, оказавшими решающее влияние на тематику работ Радзивилла и его манеру рисунка
- 1925 — первая персональная выставка работ в Ольденбурге
- 1923 — переезжает в Дангаст
- 1927 — выставка в галерее Бруно Кассирера в Берлине
- 1927—1928 — работает в художественном ателье Отто Дикса в Дрездене
- 1929 — участвует в выставке «Новая вещественность» в амстердамском Стеделийк-музее.
- 1931 — вступление в Ноябрьскую художественную группу
- 1933 — профессор Художественной академии в Дюссельдорфе (до него эту должность занимал Пауль Клее), участвует в выставке «Новая немецкая романтика», организованной обществом Кестнера в Ганновере
- 1935 — изгоняется нацистами из академии, художнику запрещено заниматься преподаванием и рисованием
- 1937 — обвинён в принадлежности к «дегенеративному искусству»
- 1939—1945 — призван на военную службу
- 1963 — присуждение художнику Римской премии, проживание на Вилле Массимо

## Произведение «Плач Бремена», 1946
«Плач Бремена» — это картина сложенная из «пазла» реальных и ирреальных мотивов, символизирующая собой уничтожающую силу бомбардировок, а не ведута развалин архитектурных городских символов. Бесконечная поверхность холста, заполненная руинами и обугленными деревьями разделяется в центре расщепленным телеграфным столбом. Над ним в пикирующим полёте завис самолет — символ технического инструмента уничтожения, который вытесняет собой из поля зрения ангела с транспарантом «Человечество». Мотиву, в правой части картины, соответствует толкование мученичества. Радзивилль поставил свою подпись на разрушенных балках фахверкового домика. образующих крест, как раз в том месте, где обычно располагается голова распятого Христа. На фоне самой светлой части неба, мерцает в бело-желтых тонах, над красным шаром, женская голова, образ которой, следует понимать как аллегорическое изображение «Плача Бремена». Название картины написано также на разбитом камне, у нижней кромки холста. Массивы развалин и руин, которые на осколки разбивают всю картину, создают момент невозврата, ощущение неизбежной трагедии, которая остановила движение времени и превратило пространство в гигантский пласт из огня и земли, который в одно мгновение был лишен всего живого.

## Избранные полотна
- «Смертельный полёт лётчика Карла Бухштеттера». 1928. Музей Фолькванг. Эссен
- «Гавань с „Кап Популония“ и жёлтым матросом». 1921. Частное собрание
- «Пейзаж с домом художника». 1930. Частное собрание
- «Водонапорная башня в Бремене». 1931. Частное собрание
- «Утро». 1937. Галерея Мутина. Модена